# Матей Матеев
Вижте пояснителната страница за други личности с името Матей Матеев.
Матей Драгомиров Матеев е български физик, академик.

## Биография
Роден е в град София на 10 април 1940 г. През 1963 г. завършва ядрена физика в Софийския университет и става асистент към катедрата по теоретична физика. През 1967 г. специализира в Международния център по теоретична физика в Триест. През 1971 г. защитава кандидатска дисертация. В периода 1971 – 1980 г. работи в Лабораторията по теоретична физика на Обединения институт за ядрени изследвания в Дубна. Там през 1980 г. защитава докторска дисертация. От 1981 г. е доцент, а от 1984 г. професор по теоретична физика.
В различни периоди от живота си е бил декан на Физическия факултет към Софийския университет (1983 – 1985), член на Академичния съвет и заместник-ректор на СУ (1985 – 1986). От 1986 до 1989 г. е заместник-председател на комитета за наука и висше образование.
Бил е министър на народната просвета в седемдесет и седмото и седемдесет и осмото правителство на България (22 ноември 1990 – 8 ноември 1991).
През 2003 г. Матей Матеев е избран за академик по физически науки на Българска академия на науките.
Матей Матеев умира на 25 юли 2010 г. при автомобилна катастрофа.